# Коктейль (мероприятие)

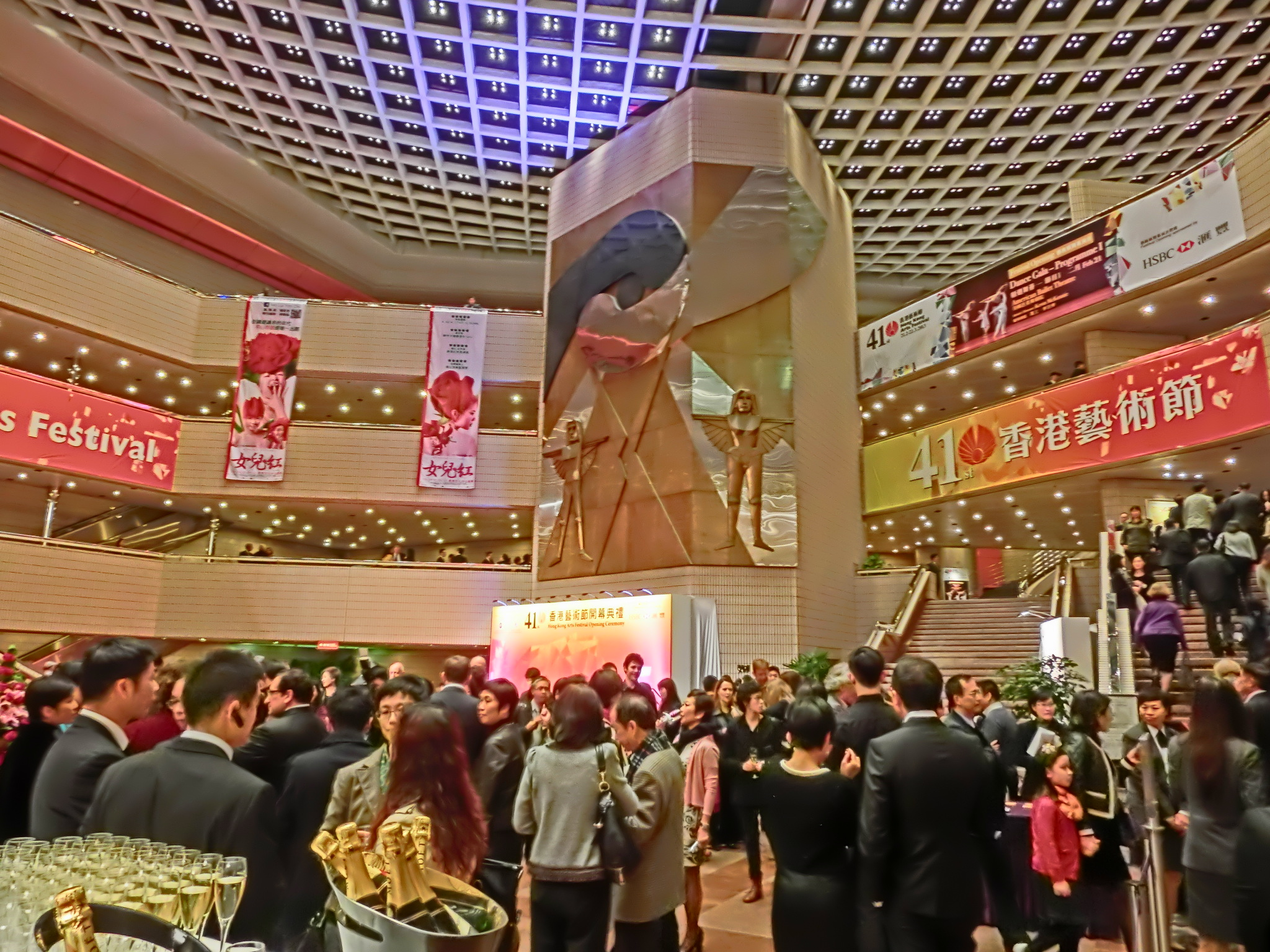
Коктейльная вечеринка в Гонконге

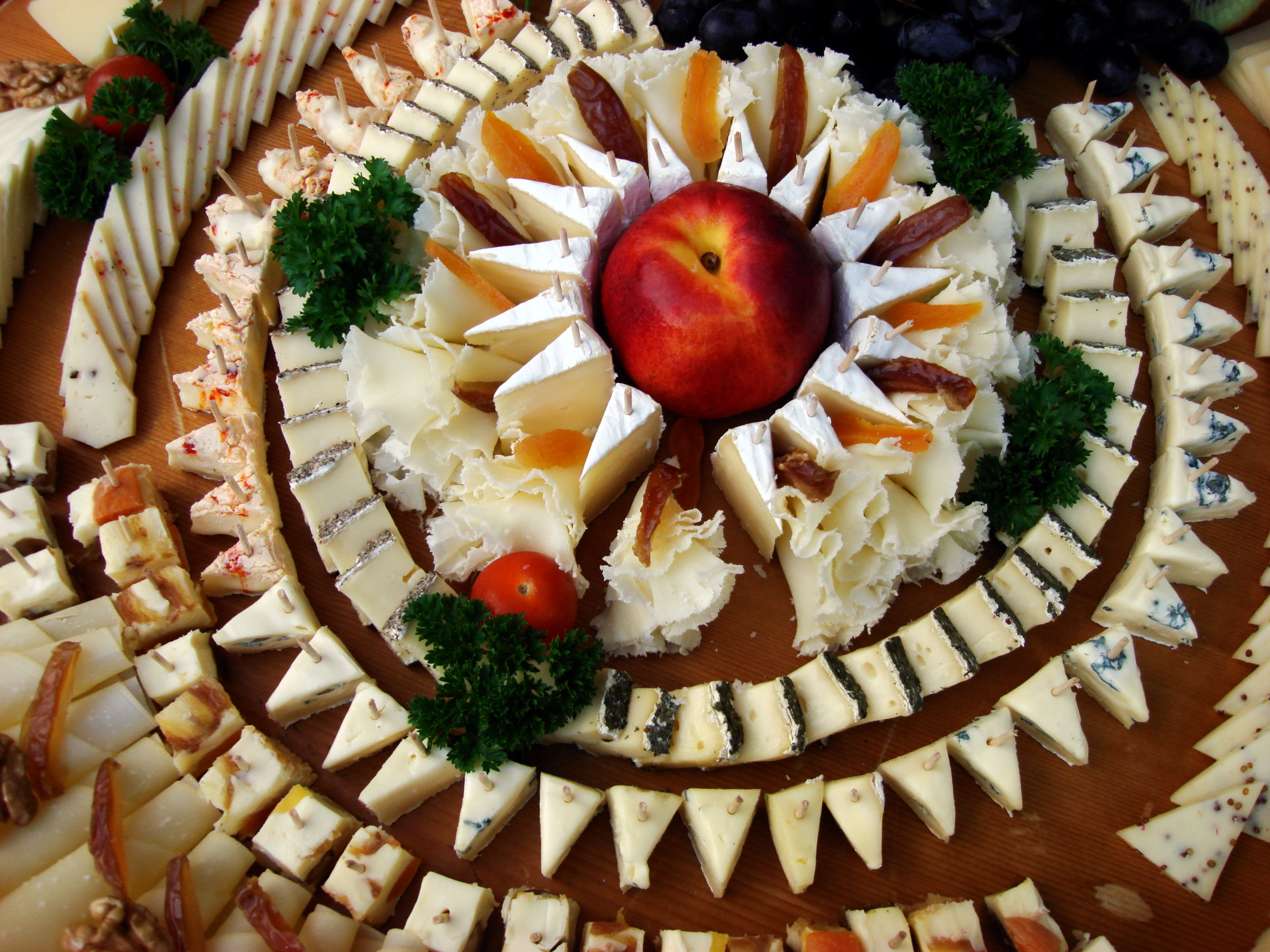
Сырные закуски

Коктейль (также коктейльная вечеринка, коктейль-вечер; англ. Cocktail party) — приём гостей дома или в общественном месте (ресторане, галерее и так далее) обычно в течение двух вечерних часов, на котором подаются коктейли, вино и прохладительные напитки в сопровождении закусок.
Будучи американским изобретением, коктейльные вечеринки со временем распространились по всему миру.
Обычно на коктейле гости не сидят, а стоят с бокалами в руках, как во время фуршета, знакомятся друг с другом и принимают участие в светской беседе под ненавязчивую музыку.
Пиво на коктейльных вечеринках, как правило, не подаётся, основными напитками являются коктейли со льдом или без, например, «Манхэттен», «Олд фешен», «Роб Рой», «Космополитен», «Мартини». Дополнительно могут подаваться вино, шампанское и газированная минеральная вода.
Закуски разносятся на подносах или размещаются на столах. Основное назначение закусок на коктейлях — «радовать вкус, утолять голод до обеда и дополнять коктейли». Закуски могут быть горячими и холодными, к классическим холодным относятся варёные креветки с соусом, копчёный лосось, чёрная икра, канапе с оливками.
Коктейльные вечеринки были придуманы в 1920-е годы во времена сухого закона в США. С его отменой в 1933 году благодаря кинематографу их популярность ещё больше увеличилась. После Второй мировой войны коктейли считались хорошим способом развлечь гостей у себя дома, но в 1960-е с развитием контркультуры их популярность снизилась. Начиная с середины 1980-х коктейль-вечера стали активно использоваться для празднования различных коммерческих начинаний, открытия художественных галерей и т. п..